# Universidade Estadual de Feira de Santana

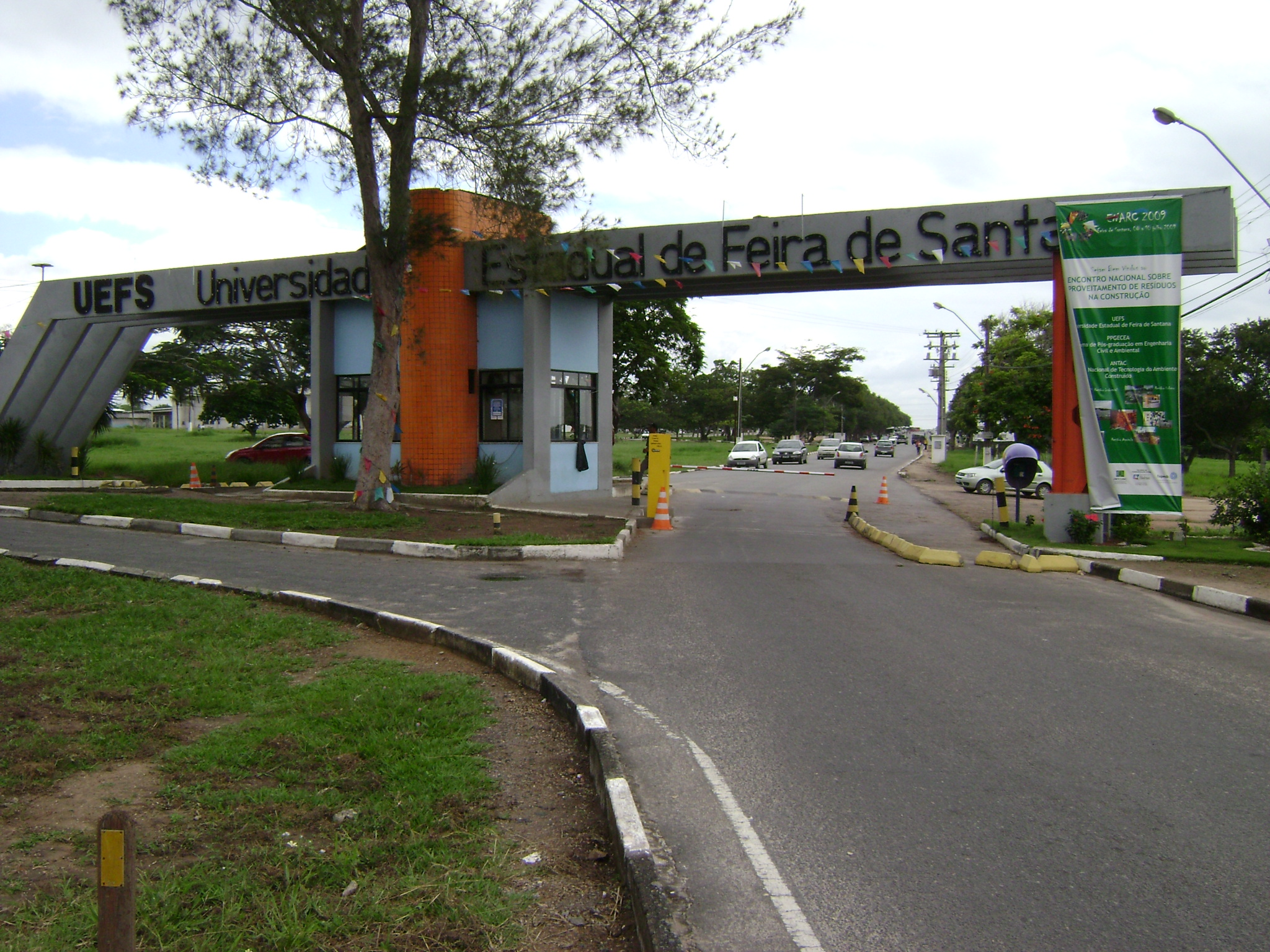
Universidade Estadual de Feira de Santana

Universidade Estadual de Feira de Santana, också känt som UEFS, är ett universitet och forskningsinstitut beläget i Feira de Santana i Bahia, Brasilien.
Det grundades 1976.